# 中鼻雷獸屬
中鼻雷獸屬（學名：Mesatirhinus）是一屬雷獸。牠們生存於始新世的北美洲。中鼻雷獸屬高約1米。